# Niantanso
Niantanso est une localité et une commune rurale malienne de l'arrondissement de Kobri dans le cercle de Toukoto et la région de Kita.

## Géographie
La localité de Niantanso est située sur la route nationale RN 22 (axe Mahina-Tambaga) à 102 km à l'ouest du chef-lieu régional Kita. 
| Oualia   | Oualia    | Toukoto |
| Bamafélé | Niantanso | Kobri   |
|          | Kobri     |         |

## Histoire

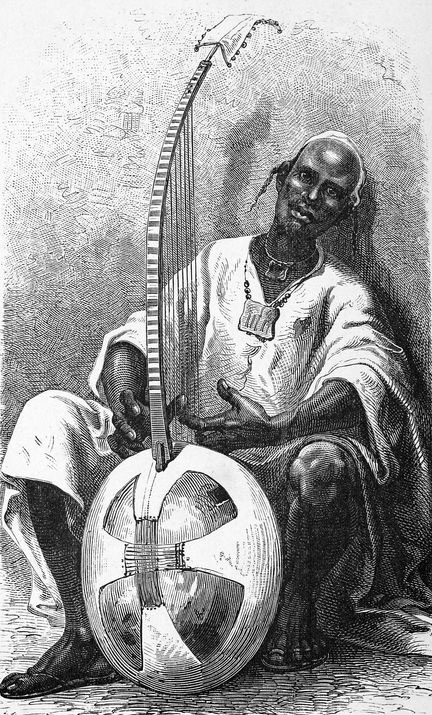
« Sambou, griot de Niantanso » (1872, mission d'Eugène Mage)

La commune rurale est créée par la loi no 96-059/AN-RM du 4 novembre 1996.

## Villages et hameaux
La commune s'étend sur 6 localités relevées lors du recensement général de 2009. 
Les villages les plus peuplés sont :
- Niantanso (2 181 habitants) ;
- Fangaoura (931 habitants) ;
- Firia (900 habitants) .

Elle compte 10 hameaux permanents dont les plus importants sont : Wassoulou, Diakafé et Toumadjima. 
La loi 2023-007 attribue à la commune 6 villages, fractions ou quartiers.
- Fagaoura
- Bogoto
- Dalikoto
- Fria
- Noukala
- Niantanso

## Population
Le plan de sécurité alimentaire établi en 2006, relève que la population des Malinkés représente le principal groupe ethnique (95 %), les éthnies minoritaires Peulhs et Bozos constituent 5 % de la population.